# Артече, Хосе Луис
Хосе́ Луи́с Арте́че Муги́ре (исп. José Luis Artetxe Muguire); 28 июня 1930, Гечо, Страна Басков — 19 марта 2016) — испанский футболист, нападающий.

## Клубная карьера
Профессиональную карьеру начал в 1949 году в «Гечо», где сыграл только один сезон. В следующем году подписал контракт с «Атлетиком Бильбао». 10 сентября того же года дебютировал в матче против столичного «Атлетико» (4:0).
В сезоне 1955/56 Артече в 24 матчах забил 15 голов и помог команде взять шестое чемпионство в её истории. В общей сложности Хосе Луис за баскский клуб провёл 346 матчей и забил 133 голов, а также трижды становился обладателем национального кубка (в финале 1956 года отметился забитым голом в ворота «Атлетико»). Даже после завершения карьеры Артече является одним из лучших бомбардиров в истории «Атлетико».

## Международная карьера
Дебют за национальную сборную Испании состоялся в решающем матче квалификации на ЧМ 1954 против сборной Турции, в котором также отметился забитым голом. Всего Артече провёл за сборную 6 матчей и забил 1 гол.

## Смерть
19 марта 2016 года Артече умер в родном городе в возрасте 85 лет.

## Достижения
- Чемпион Испании: 1955/56
- Обладатель Кубка Испании: 1955, 1956, 1958
- Обладатель Кубка Эвы Дуарте: 1950